# Армізонське
Армізо́нське (рос. Армизонское) — село, адміністративний центр Армізонського району Тюменської області, Росія.

## Географія
Розташоване поруч з озером Армізонське, за 242 км на південний схід від міста Тюмень та за 71 км на південь від залізничної станції Омутинська.

## Історія
Засноване ймовірно після 1762 року. За переписом 1782 року відносилося до Кізацької слободи Ялуторовського дистрикту Сибірської губернії.

## Населення
Населення — 4776 осіб (2010, 4741 у 2002).
Національний склад станом на 2002 рік:
- росіяни — 93 %